# Albury (Oxfordshire)
Albury – wieś w Anglii, w hrabstwie Oxfordshire, w dystrykcie South Oxfordshire. Leży 15 km na wschód od Oksfordu i 70 km na zachód od Londynu.